# Ted 2
Ted 2 är en amerikansk komedifilm från 2015, skriven och regisserad av Seth MacFarlane med Alec Sulkin och Wellesley Wild som medförfattare. Filmen är en uppföljare till Ted (2012) och hade biopremiär i USA den 26 juni 2015 och i Sverige den 15 juli 2015.

## Handling
John Bennett (Mark Wahlberg) är förkrossad efter uppbrottet med Lori. Den levande teddybjörnen Ted (Seth MacFarlane) har däremot bättre tur med kärleken. Han gifter sig med sin Tami-Lynn (Jessica Barth) och överväger att skaffa barn. I samband med att lämpligheten i att en teddybjörn adopterar ett barn ifrågasätts börjar även andra delar av Teds liv ifrågasättas. Kan han vara gift? Kan han ha ett jobb? Är han en människa eller en ägodel? John och Ted kontaktar advokaten Samantha Jackson (Amanda Seyfried) och tillsammans börjar de slåss för Teds rättigheter.

## Rollista
| - Mark Wahlberg – John Bennett - Seth MacFarlane – Ted - Amanda Seyfried – Samantha Jackson - Jessica Barth – Tami-Lynn - Giovanni Ribisi – Donny - Morgan Freeman – Patrick Meighan - John Slattery – Shep Wild - Patrick Warburton – Guy - Michael Dorn – Rick - Bill Smitrovich – Frank - Cocoa Brown – Joy - John Carroll Lynch – Tom Jessup - Ron Canada – domare Matheson - Jessica Szohr – Allison - Tara Strong – Teds "I Love You"-röst | - Sam J. Jones – sig själv - Sebastian Arcelus – Dr. Ed Danzer - Tom Brady – sig själv - Dennis Haysbert – fertilitetsdoktor - Taran Killam – sig själv - Jimmy Kimmel – sig själv - Jay Leno – sig själv - Kate McKinnon – sig själv - Bobby Moynihan – sig själv - Liam Neeson – kund - Lenny Clarke – polis - Patrick Stewart – berättare - Curtis Stigers – bröllopssångare - Nana Visitor – adoptionsombud - Ralph Garman – Stormtrooper |